# Jasna Diklić
Jasna Diklić (ur. 8 marca 1946 w Sarajewie, Socjalistyczna Federacyjna Republika Jugosławii) – bośniacka aktorka teatralna i filmowa.
Jej matka była również aktorką i lalkarką. Pierwsze doświadczenia tatralne zbierała w Teatrze Małym na eksperymentalnej scenie MESS. Pierwszy angaż zawodowy otrzymała w Teatrze Narodowym w Banja Luce. Wkrótce powróciła na scenę Teatru Małego, który zmienił nazwę na Kamerni teatar 55.
W 1997 uhonorowana tytułem Kobieta roku Bośni i Hercegowiny 1997 w sztuce.
W czasie oblężenia Sarajewa w czasie wojny w Bośni i Hercegowinie była jedną z założycielek wojennego teatru SARTR. Jest dyrektorem poetyckiego teatru młodzieżowego Juventa.
Wystąpiła w ponad 150 rolach teatralnych i filmowych.

## Filmografia
- Lud, zbunjen, normalan serial TV - 2011
- Niebo nad horyzontem, bośn. Nebo iznad krajolika - 2006
- Zwłoki w dobrym stanie, bośn. Dobro uštimani mrtvaci - 2005
- Crna hronika serial TV - 2004
- Remake – 2003
- Viza za budućnost serial TV - 2002
- Zamknięty krąg, bośn. Savršeni krug - 1997
- Sarajevske priče serial TV - 1991
- Brisani prostor serial TV - 1985
- Vatrogasac - 1983
- Uđi, ako hoćeš - 1968